# پارامتر لکارت–مارتینلی
پارامتر لکارت-مارتینلی(به انگلیسی: Lockhart–Martinelli parameter) کمیتی بدون بعد است که در بررسی جریان سیالات دوفازی گاز-مایع مورد بررسی قرار می‌گیرد.این کمیت بیانگر کسر مایع موجود در شار جریان است.
{\displaystyle \chi ={\frac {m_{\ell }}{m_{g}}}{\sqrt {\frac {\rho _{\ell }}{\rho _{g}}}},}
در این رابطه:
- {\displaystyle m_{\ell }} دبی جرمی مایع;
- {\displaystyle m_{g}} دبی جرمی گاز;
- {\displaystyle \rho _{g}} چگالی گاز;
- {\displaystyle \rho _{\ell }} چگالی مایع.